# Poggio Bustone
Poggio Bustone és un comune (municipi) de la província de Rieti, a la regió italiana del Laci, situat a uns 70 km al nord-est de Roma i a uns 11 km al nord de Rieti. A 1 de gener de 2019 la seva població era de 2.015 habitants.
Poggio Bustone limita amb els següents municipis: Cantalice, Leonessa, Rieti i Rivodutri.